# Bradina
Bradina is een geslacht van vlinders uit de familie van de grasmotten (Crambidae), uit de onderfamilie van de Spilomelinae. De wetenschappelijke naam van dit geslacht is voor het eerst voorgesteld door Julius Lederer in een publicatie uit 1863.

## Soorten
- B. aaronalis Schaus, 1924
- B. adhaesalis (Walker, 1859)
- B. admixtalis (Walker, 1859)
- B. agraphalis (Guenée, 1854)
- B. albigenitalis Hampson, 1917
- B. angusta (Butler, 1882)
- B. angustalis Yamanaka, 1984
- B. antenoralis (Walker, 1859)
- B. argentata (Butler, 1887)
- B. atopalis (Walker, 1858)
- B. atralis (Pagenstecher, 1907)
- B. aulacodialis Strand, 1919
- B. aurata (Butler, 1887)
- B. aureolalis Joannis, 1899
- B. bicoloralis Hampson, 1896
- B. carterotoxa Meyrick, 1932
- B. cauvinalis Legrand, 1966
- B. ceramica Rothschild, 1915
- B. chalcophaea Meyrick, 1932
- B. chalinota (Meyrick, 1886)
- B. chlorionalis Tams, 1935
- B. chloroscia (Meyrick, 1886)
- B. cirrhophanes Meyrick, 1932
- B. consortialis Caradja, 1927
- B. costalis Hampson, 1907
- B. craterotoxa Meyrick, 1932
- B. dentalis Hampson, 1907
- B. desumptalis (Walker, 1866)
- B. diagonalis (Guenée, 1854)
- B. emphasis J. F. G. Clarke, 1986
- B. eremica J. F. G. Clarke, 1986
- B. erilitalis (C. Felder, R. Felder & Rogenhofer, 1875)
- B. erilitoides Strand, 1919
- B. eucentra (Meyrick, 1937)
- B. extenuatalis (Walker, 1866)
- B. falciculata Guo & Du, 2023
- B. fidelia J. F. G. Clarke, 1986
- B. finbaralis Schaus, 1924
- B. flavalis (Hampson, 1917)
- B. fusoidea Guo & Du, 2023
- B. geminalis Caradja, 1927
- B. glaucinalis Hampson, 1907
- B. haplomorpha Meyrick, 1932
- B. hemmingalis Schaus, 1924
- B. impressalis Lederer, 1863
- B. intermedialis Caradja, 1932
- B. itysalis Viette, 1957
- B. leopoldi Ghesquière, 1942
- B. leptographa Meyrick, 1932
- B. leptolopha Tams, 1935
- B. leucura Hampson, 1897
- B. liodesalis (Walker, 1859)
- B. macaralis (Walker, 1859)
- B. mannusalis (Walker, 1859)
- B. megesalis (Walker, 1859)
- B. melanoperas Hampson, 1896
- B. metaleucalis Walker, 1866
- B. miantodes Meyrick, 1932
- B. modestalis (Lederer, 1863)
- B. motitalis Fabricius, 1787
- B. neuralis Hampson, 1907
- B. nigripunctalis South, 1901
- B. opacusalis Swinhoe, 1904
- B. paeonialis (Druce, 1902)
- B. parallela (Meyrick, 1886)
- B. parbattoides Tams, 1935
- B. perlucidalis Hampson, 1897
- B. pionealis Snellen, 1890
- B. plagalis (Moore, 1867)
- B. planalis (Swinhoe, 1894)
- B. porphyroclista Meyrick, 1934
- B. postbicoloralis Rothschild, 1915
- B. pumilialis Hampson, 1907
- B. punctilinealis Hampson, 1907
- B. purpurascens Hampson, 1907
- B. pycnolopha Tams, 1935
- B. rectiferalis (Walker, 1862)
- B. rectilinealis South, 1901
- B. remipes Hampson, 1897
- B. selectalis Lederer, 1863
- B. semnopa (Meyrick, 1886)
- B. sordidalis (Dewitz, 1881)
- B. spirella Guo & Du, 2023
- B. stigmophanes Meyrick, 1932
- B. stricta J. F. G. Clarke, 1986
- B. subpurpurescens (Warren, 1896)
- B. ternifolia Guo & Du, 2023
- B. tormentifera Meyrick, 1929
- B. torsiva Guo & Du, 2023
- B. translinealis Hampson, 1896
- B. triangularis Seizmair, 2021
- B. trigonalis Yamanaka, 1984
- B. trispila (Meyrick, 1886)
- B. xanthalis Hampson, 1917